# Junonia erigone
Junonia erigone är en fjärilsart som beskrevs av Pieter Cramer 1779. Junonia erigone ingår i släktet Junonia och familjen praktfjärilar. Inga underarter finns listade i Catalogue of Life.

## Bildgalleri

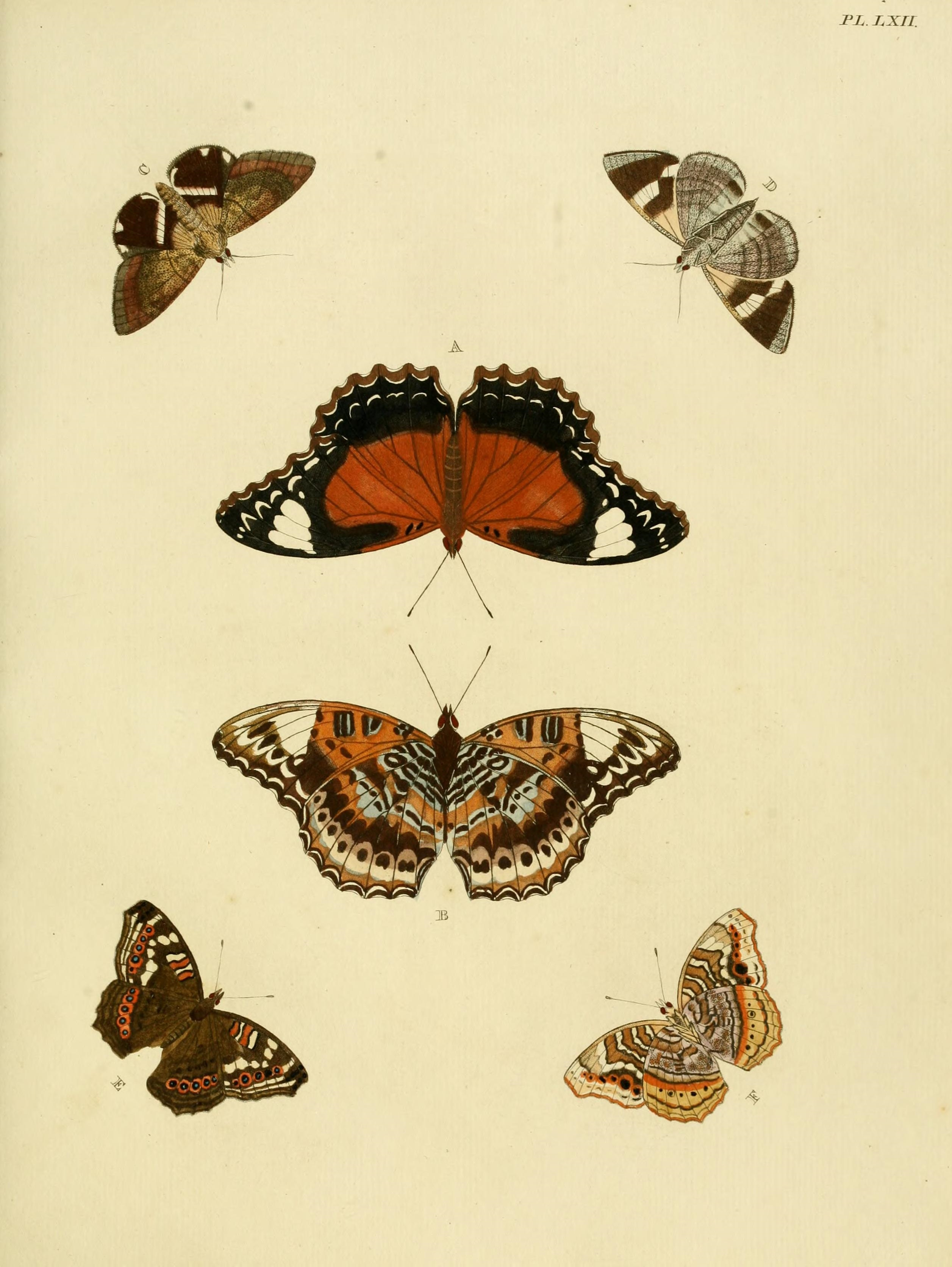